# Półbrygada
Półbrygada – oddział wojskowy będący odpowiednikiem dawnego pułku piechoty, wprowadzony we Francji uchwałą Konwentu z 1793 r. Stanowił połączenie jednego batalionu starej armii królewskiej z dwoma ochotniczymi batalionami nowych formacji rewolucyjnych. 24 września 1803 r. przywrócono półbrygadom nazwę pułków.
Z końcem 1801 r. Legiony Polskie zreorganizowano tworząc z nich dwie półbrygady. Trzecią półbrygadę utworzono z Legii Naddunajskiej. Każda półbrygada składała się z 3 batalionów i kompanii artylerii. 2 i 3 półbrygada przejęte na żołd francuski i przemianowane na 113 i 114 półbrygadę, walczyły na San Domingo.
We wrześniu 1927 r. dowódca KOP sformował dwie półbrygady. W założeniach obie jednostki miały być samodzielne pod względem administracyjnym i rozkazodawczym, lecz zostały czasowo podporządkowane dowódcom 3 Brygady KOP w Wilejce i 6 Brygady KOP w Wilnie. W lipcu 1929 r. obie brygady i półbrygady zostały zlikwidowane. W ich miejsce utworzono Brygadę KOP „Wilno” z podporządkowanym jej Pułkiem KOP „Głębokie” oraz Brygadę KOP „Grodno”.
3 Półbrygada KOP (Pułk KOP „Głębokie”):
5 Batalion KOP w m. Łużki,
7 Batalion KOP w m. Podświle,
6 Szwadron Kawalerii KOP w m. Łużki,
7 Szwadron Kawalerii KOP w m. Podświle,
6 Półbrygada KOP (Brygada KOP „Grodno”):
23 Batalion KOP w m. Orany,
24 Batalion KOP w m. Sejny,
29 Batalion Odwodowy KOP w Suwałkach,
19 Szwadron Kawalerii KOP,
W latach 1937–1939 zorganizowano następujące półbrygady Obrony Narodowej:
Śląsko-Cieszyńska Półbrygada ON w m. Bielsko (sformowana w lipcu 1937 r. w składzie 3 batalionów ON),
Karpacka Półbrygada ON w m. Stanisławów (sformowana w lipcu 1937 r. w składzie 2 batalionów ON, w maju 1939 r. powiększona do 4 batalionów ON),
Podkarpacka Półbrygada ON w m. Przemyśl (sformowana w lipcu 1937 r. w składzie 2 batalionów ON, w kwietniu 1938 r. przeformowana w brygadę),
Grodzieńska Półbrygada ON w m. Grodno (formowanie rozpoczęto w sierpniu 1937 r., lecz zrezygnowano z jej organizacji),
Wołyńska Brygada ON w m. Lublin (sformowana w marcu 1938 r. w składzie 3 batalionów ON),
Dziśnieńska Półbrygada ON w m. Postawy (sformowana w lipcu 1938 r. w składzie 2 batalionów ON),
Dąbrowska Półbrygada ON w m. Maczki (sformowana w sierpniu 1939 r. w składzie 3 batalionów ON i podporządkowana dowódcy Górnośląskiej brygady ON),
Tarnopolska Półbrygada ON (sformowana we wrześniu 1939 r. w mobilizacji powszechnej, w składzie 3 batalionów ON).
W lutym 1940 r. we Francji zorganizowano Samodzielną Brygadę Strzelców Podhalańskich. Ponieważ brygadę formowano w oparciu o etat francuskiej brygady strzelców alpejskich w jej strukturze znalazły się dwie półbrygady. Każdej z nich podporządkowano dwa bataliony strzelców. Obie półbrygady uczestniczyły w bitwie o Narwik.